# Maureen Koster
Maureen Koster, född 3 juli 1992, är en nederländsk friidrottare som tävlar i medeldistans och långdistans.

## Karriär
Vid europamästerskapen i friidrott 2022 placerade Koster sig på en fjärdeplats på 5 000 meter.